# Jean-Pierre Claris de Florian
Jean-Pierre Claris de Florian (ur. 6 marca 1755 w Sauve, zm. 13 września 1794 w Sceaux) – francuski poeta. Szczególną sławę zdobył dzięki swoim bajkom.